# Tottenham Hotspur FC 2021/2022
Säsongen 2021/2022 är Tottenham Hotspurs 30:e säsong i Premier League och 44:e raka säsong i Englands högsta division. Utöver Premier League deltar klubben även i FA-cupen, Engelska Ligacupen och UEFA Europa Conference League, som de kvalificerades till efter att ha hamnat på en sjundeplats i ligan föregående säsong.
Säsongen såg ut att bli den första för den nya huvudtränaren Nuno Espírito Santo, som tog över från den förre interimstränaren Ryan Mason i slutet av juni 2021, men efter endast 17 matcher som huvudtränare för klubben blev han avskedad efter flera dåliga resultat. Den italienska tränaren Antonio Conte tog över som huvudtränare efter att ha skrivit på ett 1,5-årskontrakt.
Tottenham hamnade på en fjärdeplats i ligan, en plats de säkrade efter en 5–0 vinst mot Norwich City på sista matchdagen, vilket även säkrade en kvalificering till Uefa Champions League för första gången sedan säsongen 2018/2019. Tottenhamanfallaren Son Heung-min vann även Premier Leagues Guldsko, delat med Mohamed Salah, efter att ha gjort 23 mål i ligan, ingen av dessa straffmål.

## Sammanfattning

### Bakgrund
I föregående säsong säkrade Tottenham Hotspur sjundeplatsen i ligan, och därmed kvalificering till UEFA Conference League, efter en bortaplansvinst 4-2 på sista matchdagen mot Leicester City. Spurs hamnade före Londonrivalerna Arsenal med en poäng. Matchen hindrade även Leicester City från att platsa fyra i ligan, och de missade därmed en kvalificering till UEFA Champions League.
Spurs säsong inleddes med ett byte av tränare, då den förre tränaren José Mourinho blev avskedad från jobbet i slutet av säsongen 2020/2021 efter en rad av dåliga resultat. Resterande del av säsongen tog Ryan Mason över som tränare. Veckorna efter José Mourinhos avskedande präglades av många tränarrykten, mest noterbart Antonio Conte och Paulo Fonseca. Den 30 juni 2021 meddelade klubben att Nuno Espírito Santo hade tagit över som Spurs nya tränare. Espírito Santo var tidigare huvudtränare för Wolverhampton Wanderers där han tillbringade 4 säsonger.

### Övergångar

#### Sommarfönstret
Sommarfönstret medförde att ett antal stora namn lämnade klubben. Försvararen Toby Alderweireld lämnade för Qatar Stars League-klubben Al-Duhail efter sex säsonger i Spurs, under vilket han spelade 243 matcher. Anfallaren Erik Lamela lämnade för Sevilla i La Liga som en del av ett byte med Bryan Gil. Han tillbringade åtta säsonger i Spurs, med 257 matcher spelade. Klubblegendaren Danny Rose lämnade även för Watford under sommaren efter att under sin sista säsong varken spelat någon match spelad eller haft något tröjnummer. Han tillbringade totalt 13 säsonger i klubben och spelade sammanlagt 214 matcher. Andra noterbara spelare som lämnade var Moussa Sissoko som gick till närliggande Watford efter fem säsonger i Tottenham Hotspur med 202 matcher spelade, Serge Aurier som gick till spanska Villareal efter fyra säsonger i Tottenham Hotspur med 110 matcher spelade, Paulo Gazzaniga som gick till Londonrivalerna Fulham efter fyra säsonger i Tottenham Hotspur med 37 matcher spelade, och Joe Hart som gick till skotska Celtic efter en säsong i klubben med 10 matcher spelade.
Spurs fick även ett antal stora namn till klubben under sommaren. Den spanske yttern Bryan Gil, som gick till Spurs i utbyte mot Erik Lamela från Sevilla, har beskrivits som en av de bästa och mest lovande unga spelarna i La Liga föregående säsong. Den italienska målvakten Pierluigi Gollini kom även till Spurs på ett säsongslångt lån med möjlighet till köp från Atalanta. Hans lagkamrat, den argentinske mittbacken Cristian Romero, gick även till Spurs under sommaren, även han på lån med möjlighet till köp. Romero utsågs till Serie A:s bästa försvarare föregående säsong.

#### Vinterfönstret
Även i vinterfönstret, den nya tränaren Antonio Contes första fönster, lämnade en del stora namn klubben. På deadline-day, den 31 januari 2022, lämnade fyra stora namn klubben. Den första av dessa, klubblegendaren Dele Alli, lämnade Spurs för Everton gratis. Detta kom efter en tuff period för spelaren i Spurs, där han knappt fick spela och sällan presterade. Alli spelade totalt 269 matcher under sina sju säsonger hos Tottenham Hotspur, med 67 mål och 61 målpassningar. De tre resterande storspelare som lämnade blev alla utlånade. Den första av dessa var Tanguy Ndombélé, som kom till Spurs 2019 från Lyon för rekordsumman £54 miljoner. Efter att ha underpresterat i sina tre säsonger hos Tottenham lånades han tillbaka till Lyon. Han hade totalt 91 matcher spelade för klubben, med 10 mål. Den andra storspelaren som lånades ut från Tottenham Hotspur under vinterfönstret var nyförvärvet Bryan Gil, som lånades ut till Valencia till slutet av säsongen. Detta lån genomfördes för att ge Gil en chans att utveckla i ett lag där han har större chans för speltid. Den sista storspelaren som lämnade klubben på lån under fönstret var argentinaren Giovani Lo Celso, som gick till Villareal. Han hade totalt 91 matcher spelade för klubben, med 10 mål.
Under vinterfönstret ankom två stora värvningar till klubben, båda från italienska Juventus. Den första av dessa var den unga svenska talangen Dejan Kulusevski, som lånades till Spurs med en köpklausul. Kulusevski blev därmed den tredje svenska Tottenham Hotspur-spelaren någonsin, efter Erik Edman och Oscar Jansson. Den andra spelaren som värvades från Juventus var den uruguayanska mittfältaren Rodrigo Bentancur, som gick till Spurs för en summa av £15,86 miljoner.

### Juli
Juli månad var den första i säsongen 2021/2022 och Spurs spelade då tre försäsongsmatcher. Den första av dessa skedde den 17 juli, då Spurs mötte Leyton Orient på bortaplan. Matchen slutade 1−1, med Dane Scarlett som målgörare för Tottenham. I den 38:e minuten placerade Scarlett bollen vid den bortre stolpen efter att ha fått bollen från en genomskärare från Lucas Moura. Detta var även Scarletts första seniormål för Tottenham Hotspur.
I den andra försäsongsmatchen av säsongen, den 21 juli, mötte Spurs Colchester United på bortaplan, en match som slutade i en 3-0-vinst för Tottenham. Spurs fick många chanser under de inledande minuterna, mest noterbart en frispark från Eric Dier som var centimeter från att möta Cameron Carter-Vickers som stod i målområdet, samt en nick från Eric Dier som gick precis över målramen efter en hörnspark från Son Heung-min. Bara någon minut senare var Dier nära att göra ett nickmål, även då från en Son hörnspark. Spurs fick till slut sitt första mål i den 11:e minuten, då Steven Bergwijn fick en genomskärare från Lucas, som han sedan passade till Son som gjorde ett ganska lätt mål. Det andra målet kom tre minuter senare, i den 14:e minuten, då Lucas nickade in bollen från en Son hörnspark. Det tredje och sista målet av matchen kom i den 38:e minuten, då Dele Alli gjorde mål från ett inlägg av Son. Den andra halvleken innebar betydligt mindre action, och Spurs bytte ut hela sin startelva med akademispelare under de inledande minuterna. Den största chansen i halvleken kom i den 50:e minuten, då Colchesters Brendan Sarpong-Wiredu sköt från utanför målområdet. Skottet räddades stilfullt av Alfie Whiteman.
Den sista av Spurs matcher i juli var en försäsongsmatch som slutade i en 1-3-vinst för Tottenham på bortaplan mot MK Dons. Spurs målgörare i denna match var samma som i den förra, nämligen Son Heung-min, Dele Alli och Lucas Moura. Redan i den fjärde minuten gav Spurs målvakt Alfie Whiteman bort en straff då han fällde Scott Twine i målområdet. Matt O'Riley sköt straffen och Whiteman kastade sig för att rädda den. Matchens första mål kom i den 35:e minuten, då Lucas hittade Son som hade sprungit bakom linjen, som sedan passade bollen förbi målvakten in i mål. Matchens andra mål kom i den 57:e minuten, då Son passade bollen till Dele som hade ett öppet mål. I den 81:a minuten gjorde Lucas Tottenhams sista mål, då han bröt en slarvig pass precis utanför målområdet och rullade bollen under MK Dons målvakt. Bara tre minuter senare gjorde MK Dons John Freeman det sista målet i matchen från en hörna.

### Augusti
Augusti var den andra månaden i säsongen 2021/2022 och Spurs spelade två försäsongsmatcher, samt fem tävlingsinriktade matcher; varav tre i ligan och två i Uefa Europa Conference League.
Den första av Spurs två försäsongsmatcher var på bortaplan mot Chelsea. Detta var Tottenham Hotspurs första av två matcher i den så kallade miniturneringen "The Mind Series". Dessa matcher spelades för att stödja psykisk hälsa bland unga. Matchen började svagt för Tottenham, med två Chelseamål under första halvlek, båda från marockanen Hakim Ziyech. Det första av dessa mål kom efter att Chelseas Antonio Rüdiger snodde bollen från Spurs Lucas Moura vid mittlinjen som sedan hamnade vid Ziyechs fötter, som därefter sköt hårt och lågt in i nedre högra hörnet från utanför målområdet som ledde till 1‒0. Ziyechs andra mål kom i den 49:e minuten. Han sköt bollen från inuti målområdet efter en pass från Marcos Alonso, som studsade på Eric Diers ben på vägen in i mål. Under den senare delen av andra halvleken såg Spurs mycket mer sammansatta och bestämda ut, med ett mål från Lucas Moura i 56:e minuten och ett mål från Steven Bergwijn i den 70:e. Det första av dessa mål, Lucas Mouras, kom efter ett slarvigt försvarsarbete från Chelsea, då en pass från Spurs Dele Alli studsade mot både Chelseas Mateo Kovacic och Kurt Zouma, för att sedan hamna vid Mouras fötter. Målet blev svårräddat för Édouard Mendy, då bollen studsade på Chelseas Rüdiger på väg in i mål. Tottenhams andra mål kom på en kontring då Steven Bergwijn sköt bollen mellan benen av Chelseamålvakten Édouard Mendy. Matchen slutade 2‒2. Tottenhams nyförvärv Pierluigi Gollini gjorde sin klubbdebut.
Den andra av Spurs försäsongsmatcher i augusti var ett Norra London derby på hemmaplan. Spurs dominerade i matchen från första minuten med många stora chanser i första halvlek, mest märkvärt ett inlägg från Lucas Moura som möttes av Son Heung-min från nära håll, men som stilfullt räddades av Bernd Leno. Även Dele Alli fick en riktigt stor chans i första halvlek, då han från nära håll sköt och träffade vänstra stolpen. Även andra halvlek dominerades av Spurs som tidigt fick många stora chanser. Det första och enda målet av matchen kom i den 79:e minuten då Japhet Tanganga starkt tog bollen från Pablo Marí i motståndarlagets målområde, för att sedan passa Son Heung-min som sköt in bollen i målets vänstra hörn.

## Spelartrupp
| 1           | Hugo Lloris            | Frankrike     | Målvakt                                                           | 26 december 1986  |
| 22          | Pierluigi Gollini      | Italien       | Målvakt                                                           | 18 mars 1995      |
| 40          | Brandon Austin         | England       | Målvakt                                                           | 7 januari 1999    |
| 41          | Alfie Whiteman         | England       | Målvakt                                                           | 2 oktober 1998    |
| Försvarare  |                        |               |                                                                   |                   |
| 2           | Matt Doherty           | Irland        | Högerback                                                         | 16 januari 1992   |
| 3           | Sergio Reguilón        | Spanien       | Vänsterback                                                       | 16 december 1996  |
| 4           | Cristian Romero        | Argentina     | Mittback                                                          | 27 april 1998     |
| 6           | Davinson Sánchez       | Colombia      | Mittback / Högerback                                              | 12 juni 1996      |
| 12          | Emerson Royal          | Brasilien     | Högerback                                                         | 14 januari 1999   |
| 14          | Joe Rodon              | Wales         | Mittback                                                          | 22 oktober 1997   |
| 15          | Eric Dier              | England       | Mittback / Defensiv mittfältare                                   | 15 januari 1994   |
| 19          | Ryan Sessegnon         | England       | Ytterback                                                         | 18 maj 2000       |
| 25          | Japhet Tanganga        | England       | Högerback / Mittback / Vänsterback                                | 31 mars 1999      |
| 33          | Ben Davies             | Wales         | Vänsterback / Mittback                                            | 24 april 1993     |
| 38          | Cameron Carter-Vickers | USA           | Mittback                                                          | 31 december 1997  |
| Mittfältare |                        |               |                                                                   |                   |
| 5           | Pierre-Emile Højbjerg  | Danmark       | Defensiv mittfältare / Central mittfältare                        | 5 augusti 1995    |
| 8           | Harry Winks            | England       | Central mittfältare / Defensiv mittfältare                        | 2 februari 1996   |
| 18          | Giovani Lo Celso       | Argentina     | Central mittfältare / Offensiv mittfältare / Defensiv mittfältare | 9 april 1996      |
| 20          | Dele Alli              | England       | Central mittfältare / Offensiv mittfältare                        | 11 april 1996     |
| 28          | Tanguy Ndombélé        | Frankrike     | Central mittfältare / Offensiv mittfältare                        | 28 december 1996  |
| 29          | Oliver Skipp           | England       | Central mittfältare / Offensiv mittfältare                        | 16 september 2000 |
| 30          | Rodrigo Bentancur      | Uruguay       | Central mittfältare / Defensiv mittfältare                        | 25 juni 1997      |
| Anfallare   |                        |               |                                                                   |                   |
| 7           | Son Heung-min          | Sydkorea      | Forward / Vänsterytter / Släpande anfallare                       | 8 juli 1992       |
| 10          | Harry Kane (VC)        | England       | Forward / Släpande anfallare                                      | 28 juli 1993      |
| 11          | Bryan Gil              | Spanien       | Vänsterytter / Högerytter / Offensiv mittfältare                  | 16 september 2000 |
| 21          | Dejan Kulusevski       | Sverige       | Vänsterytter / Högerytter                                         | 25 april 2000     |
| 23          | Steven Bergwijn        | Nederländerna | Vänsterytter / Högerytter                                         | 8 oktober 1997    |
| 27          | Lucas Moura            | Brasilien     | Högerytter / Vänsterytter / Släpande anfallare                    | 13 augusti 1992   |
| 47          | Jack Clarke            | England       | Högerytter / Vänsterytter                                         | 23 november 2000  |

## Övergångar

### Släppta
| Datum             | Position    | Nationalitet    | Spelare            | Till             | Övergångssumma | Källa        |
| ----------------- | ----------- | --------------- | ------------------ | ---------------- | -------------- | ------------ |
| 1 juli 2021       | Anfallare   | England         | Enock Asante       |                  | Släppt         | [ 30 ]       |
| 1 juli 2021       | Mittfältare | England         | Eddie Carrington   |                  | Släppt         | [ 30 ]       |
| 1 juli 2021       | Mittfältare | England         | Chay Cooper        |                  | Släppt         | [ 30 ]       |
| 1 juli 2021       | Försvarare  | England         | Keenan Ferguson    | Boston United    | Släppt         | [ 30 ]       |
| 1 juli 2021       | Målvakt     | Argentina       | Paulo Gazzaniga    | Fulham           | Släppt         | [ 30 ]       |
| 1 juli 2021       | Mittfältare | England         | George Marsh       | AFC Wimbledon    | Släppt         | [ 30 ] [ a ] |
| 1 juli 2021       | Anfallare   | England         | Rodel Richards     |                  | Släppt         | [ 30 ]       |
| 1 juli 2021       | Mittfältare | Cypern          | Jack Roles         |                  | Släppt         | [ 30 ]       |
| 1 juli 2021       | Försvarare  | England         | Danny Rose         | Watford          | Släppt         | [ 30 ] [ b ] |
| 1 juli 2021       | Försvarare  | England         | Aaron Skinner      |                  | Släppt         | [ 30 ]       |
| 1 juli 2021       | Anfallare   | England         | Kazaiah Sterling   |                  | Släppt         | [ 30 ]       |
| 1 juli 2021       | Anfallare   | England         | Shilow Tracey      | Cambridge United | Släppt         | [ 30 ] [ c ] |
| 1 juli 2021       | Anfallare   | England         | Tarrelle Whittaker | Swansea City     | Släppt         | [ 30 ] [ d ] |
| 31 augusti 2021   | Försvarare  | Elfenbenskusten | Serge Aurier       | Villareal        | Släppt         | [ 35 ]       |
| 21 september 2021 | Mittfältare | Wales           | Elliot Thorpe      | Luton Town       | Släppt         | [ 36 ]       |
| 7 december 2021   | Försvarare  | England         | Jeremy Kyezu       |                  | Släppt         | [ 37 ]       |
| 10 februari 2022  | Mittfältare | Skottland       | Michael Craig      |                  | Släppt         | [ 38 ]       |

1. ↑  Efter att ha blivit släppt skrev Marsh på ett kontrakt för AFC Wimbledon.[31]
2. ↑  Efter att ha blivit släppt skrev Rose på ett kontrakt för Watford.[32]
3. ↑  Efter att ha blivit släppt skrev Tracey på ett kontrakt för Cambridge United.[33]
4. ↑  Efter att ha blivit släppt skrev Whittaker på ett kontrakt för Swansea City.[34]

### Lån in
| Datum           | Position   | Nationalitet | Spelare           | Från     | Slutdatum              | Källa  |
| --------------- | ---------- | ------------ | ----------------- | -------- | ---------------------- | ------ |
| 24 juli 2021    | Målvakt    | Italien      | Pierluigi Gollini | Atalanta | Säsongsslut            | [ 39 ] |
| 6 augusti 2021  | Försvarare | Argentina    | Cristian Romero   | Atalanta | Säsongsslut            | [ 40 ] |
| 31 januari 2022 | Anfallare  | Sverige      | Dejan Kulusevski  | Juventus | Slutet av nästa säsong | [ 41 ] |

### Lån ut
| Datum            | Position    | Nationalitet | Spelare                | Till               | Slutdatum     | Källa  |
| ---------------- | ----------- | ------------ | ---------------------- | ------------------ | ------------- | ------ |
| 29 juli 2021     | Anfallare   | Irland       | Troy Parrott           | Milton Keynes Dons | Säsongsslut   | [ 42 ] |
| 2 augusti 2021   | Anfallare   | England      | Kion Etete             | Northampton Town   | Säsongsslut   | [ 43 ] |
| 7 augusti 2021   | Mittfältare | England      | Jamie Bowden           | Oldham Athletic    | Säsongsslut   | [ 44 ] |
| 12 augusti 2021  | Målvakt     | England      | Alfie Whiteman         | Degerfors IF       | December 2021 | [ 45 ] |
| 27 augusti 2021  | Mittfältare | Senegal      | Pape Matar Sarr        | Metz               | Säsongsslut   | [ 46 ] |
| 31 augusti 2021  | Mittfältare | England      | J'Neil Bennett         | Crewe Alexandra    | Säsongsslut   | [ 47 ] |
| 31 augusti 2021  | Försvarare  | USA          | Cameron Carter-Vickers | Celtic             | Säsongsslut   | [ 48 ] |
| 17 januari 2022  | Anfallare   | England      | Kion Etete             | Cheltenham Town    | Säsongsslut   | [ 49 ] |
| 26 januari 2022  | Anfallare   | England      | Jack Clarke            | Sunderland         | Säsongsslut   | [ 50 ] |
| 27 januari 2022  | Mittfältare | England      | Nile John              | Charlton Athletic  | Säsongsslut   | [ 51 ] |
| 31 januari 2022  | Mittfältare | Frankrike    | Tanguy Ndombélé        | Lyon               | Säsongsslut   | [ 52 ] |
| 31 januari 2022  | Anfallare   | Spanien      | Bryan Gil              | Valencia           | Säsongsslut   | [ 53 ] |
| 31 januari 2022  | Mittfältare | Argentina    | Giovani Lo Celso       | Villarreal         | Säsongsslut   | [ 54 ] |
| 10 februari 2022 | Målvakt     | England      | Alfie Whiteman         | Degerfors          | December 2022 | [ 55 ] |
| 10 februari 2022 | Målvakt     | Polen        | Kacper Kurylowicz      | Potters Bar Town   | Säsongsslut   | [ 55 ] |

### Övergångar in
| Datum           | Position    | Nationalitet | Spelare           | Från            | Övergångssumma       | Källa         |
| --------------- | ----------- | ------------ | ----------------- | --------------- | -------------------- | ------------- |
| 26 juli 2021    | Anfallare   | Spanien      | Bryan Gil         | Sevilla         | £21 600 000 + Lamela | [ 56 ] [ 57 ] |
| 27 augusti 2021 | Mittfältare | Senegal      | Pape Matar Sarr   | Metz            | Ej avslöjat          | [ 46 ]        |
| 31 augusti 2021 | Försvarare  | Brasilien    | Emerson Royal     | Barcelona       | £25 800 000          | [ 58 ] [ 59 ] |
| 7 december 2021 | Försvarare  | England      | Charlie Sayers    | Southend United | Ej avslöjat          | [ 37 ]        |
| 31 januari 2022 | Mittfältare | Uruguay      | Rodrigo Bentancur | Juventus        | £15 860 000          | [ 60 ]        |

### Övergångar ut
| Datum           | Position    | Nationalitet | Spelare           | Till             | Övergångssumma | Källa  |
| --------------- | ----------- | ------------ | ----------------- | ---------------- | -------------- | ------ |
| 11 juni 2021    | Försvarare  | Argentina    | Juan Foyth        | Villarreal       | Ej avslöjat    | [ 61 ] |
| 26 juli 2021    | Anfallare   | Argentina    | Erik Lamela       | Sevilla          | Del av byte    | [ 56 ] |
| 27 juli 2021    | Försvarare  | Belgien      | Toby Alderweireld | Al-Duhail        | Ej avslöjat    | [ 62 ] |
| 3 augusti 2021  | Målvakt     | England      | Joe Hart          | Celtic           | Ej avslöjat    | [ 63 ] |
| 5 augusti 2021  | Försvarare  | England      | Jubril Okedina    | Cambridge United | Ej avslöjat    | [ 64 ] |
| 11 augusti 2021 | Försvarare  | England      | Dennis Cirkin     | Sunderland       | Ej avslöjat    | [ 65 ] |
| 17 augusti 2021 | Försvarare  | England      | Timothy Eyoma     | Lincoln City     | Ej avslöjat    | [ 66 ] |
| 27 augusti 2021 | Mittfältare | Frankrike    | Moussa Sissoko    | Watford          | £3 000 000     | [ 67 ] |
| 18 januari 2022 | Anfallare   | England      | Dilan Markanday   | Blackburn Rovers | Ej avslöjat    | [ 68 ] |
| 31 januari 2022 | Mittfältare | England      | Dele Alli         | Everton          | Gratis         | [ 69 ] |

### Sammanlagd övergångsaktivitet
| Sommar: ▼ £47 400 000 Vinter: ▼ £15 860 000 Total: ▼ £63 260 000 | Sommar: ▲ £16 000 000 Vinter: ▬ £0 Total: ▲ £16 000 000 | Sommar: ▼ £31 400 000 Vinter: ▼ £15 860 000 Total: ▼ £47 260 000 |

## Vänskapsmatcher

### Försäsong
Tottenham meddelade att de skulle möta Arsenal och Chelsea i försäsongen för att stödja mental hälsa i augusti 2021.
      Vinst
      Oavgjort
      Förlust
| Vänskapsmatch 17 juli 2021 | Leyton Orient | 1-1     | Tottenham Hotspur | Leyton, England.     |  |  |
| 15:00 BST                  | Sotiriou 72′  | Rapport | Scarlett 38′      | Arena: Brisbane Road |  |  |
|                            |               |         |                   |                      |  |  |

| Vänskapsmatch 21 juli 2021 | Colchester United | 0-3     | Tottenham Hotspur          | Colchester, England.                |  |  |
| 19:45 BST                  | Wiredu 58'        | Rapport | Son 11′ Lucas 14′ Dele 38′ | Arena: Colchester Community Stadium |  |  |
|                            |                   |         |                            |                                     |  |  |

| Vänskapsmatch 28 juli 2021 | MK Dons     | 1-3     | Tottenham Hotspur          | Milton Keynes, England. |  |  |
| 19:45 BST                  | Freeman 84′ | Rapport | Son 35′ Dele 57′ Lucas 81′ | Arena: Stadium MK       |  |  |
|                            |             |         |                            |                         |  |  |

| Vänskapsmatch 4 augusti 2021 | Chelsea                    | 2-2     | Tottenham Hotspur      | Fulham, England.                            |  |  |
| 19:45 BST                    | Ziyech 16′, 49′ Ampadu 83' | Rapport | Lucas 56′ Bergwijn 70′ | Arena: Stamford Bridge Domare: Keith Stroud |  |  |
|                              |                            |         |                        |                                             |  |  |

| Vänskapsmatch 8 augusti 2021 | Tottenham Hotspur                         | 1-0     | Arsenal               | Tottenham, England.                                  |  |  |
| 14:00 BST                    | Dele 34' Skipp 45+1' Reguilón 74' Son 79′ | Rapport | Tierney 56' Xhaka 57' | Arena: Tottenham Hotspur Stadium Domare: David Coote |  |  |
|                              |                                           |         |                       |                                                      |  |  |

## Tävlingar

### Överblick
| Tävling                       | Resultat | Resultat | Resultat | Resultat | Resultat | Resultat | Resultat | Resultat |
| Tävling                       | S        | V        | O        | F        | GM       | IM       | MS       | W %      |
| ----------------------------- | -------- | -------- | -------- | -------- | -------- | -------- | -------- | -------- |
| Premier League                | 38       | 22       | 5        | 11       | 69       | 40       | +29      | 57,89    |
| FA Cup                        | 3        | 2        | 0        | 1        | 6        | 3        | +3       | 66,67    |
| EFL Cup                       | 5        | 2        | 1        | 2        | 5        | 6        | −1       | 40,00    |
| UEFA Europa Conference League | 8        | 3        | 1        | 4        | 14       | 12       | +2       | 37,50    |
| Total                         | 54       | 29       | 7        | 18       | 94       | 61       | +33      | 53,70    |

### Premier League

#### Ligatabell
| Nr | Lag                     | S  | V  | O  | F  | GM | IM | MS  | P  |
| -- | ----------------------- | -- | -- | -- | -- | -- | -- | --- | -- |
| 1  | Manchester City (RM)    | 38 | 29 | 6  | 3  | 99 | 26 | +73 | 93 |
| 2  | Liverpool               | 38 | 28 | 8  | 2  | 94 | 26 | +68 | 92 |
| 3  | Chelsea                 | 38 | 21 | 11 | 6  | 76 | 33 | +43 | 74 |
| 4  | Tottenham Hotspur       | 38 | 22 | 5  | 11 | 69 | 40 | +29 | 71 |
| 5  | Arsenal                 | 38 | 22 | 3  | 13 | 61 | 48 | +13 | 69 |
| 6  | Manchester United       | 38 | 16 | 10 | 12 | 57 | 57 | 0   | 58 |
| 7  | West Ham United         | 38 | 16 | 8  | 14 | 60 | 51 | +9  | 56 |
| 8  | Leicester City          | 38 | 14 | 10 | 14 | 62 | 59 | +3  | 52 |
| 9  | Brighton & Hove Albion  | 38 | 12 | 15 | 11 | 42 | 44 | −2  | 51 |
| 10 | Wolverhampton Wanderers | 38 | 15 | 6  | 17 | 38 | 43 | −5  | 51 |
| 11 | Newcastle United        | 38 | 13 | 10 | 15 | 44 | 62 | −18 | 49 |
| 12 | Crystal Palace          | 38 | 11 | 15 | 12 | 50 | 46 | +4  | 48 |
| 13 | Brentford (U)           | 38 | 13 | 7  | 18 | 48 | 56 | −8  | 46 |
| 14 | Aston Villa             | 38 | 13 | 6  | 19 | 52 | 54 | −2  | 45 |
| 15 | Southampton             | 38 | 9  | 13 | 16 | 43 | 67 | −24 | 40 |
| 16 | Everton                 | 38 | 11 | 6  | 21 | 43 | 66 | −23 | 39 |
| 17 | Leeds United            | 38 | 9  | 11 | 18 | 42 | 79 | −37 | 38 |
| 18 | Burnley                 | 38 | 7  | 14 | 17 | 34 | 53 | −19 | 35 |
| 19 | Watford (U)             | 38 | 6  | 5  | 27 | 34 | 77 | −43 | 23 |
| 20 | Norwich City (U)        | 38 | 5  | 7  | 26 | 23 | 84 | −61 | 22 |

#### Sammanfattning av resultat
| Sammanlagt | Sammanlagt | Sammanlagt | Sammanlagt | Sammanlagt | Sammanlagt | Sammanlagt | Sammanlagt | Hemma | Hemma | Hemma | Hemma | Hemma | Hemma | Borta | Borta | Borta | Borta | Borta | Borta |
| S          | V          | O          | F          | GM         | IM         | MS         | P          | V     | O     | F     | GM    | IM    | MS    | V     | O     | F     | GM    | IM    | MS    |
| ---------- | ---------- | ---------- | ---------- | ---------- | ---------- | ---------- | ---------- | ----- | ----- | ----- | ----- | ----- | ----- | ----- | ----- | ----- | ----- | ----- | ----- |
| 38         | 22         | 5          | 11         | 69         | 40         | +29        | 71         | 13    | 1     | 5     | 38    | 19    | +19   | 9     | 4     | 6     | 31    | 21    | +10   |

Senast uppdaterad: 23 maj 2022

Källa: Premier League

#### Matcher
Spelschemat släpptes 16 juni 2020.
      Vinst
      Oavgjort
      Förlust
| 1 15 augusti 2021 | Tottenham Hotspur               | 1-0     | Manchester City | Tottenham, England.                                                    |  |  |
| 16:30 BST         | Son 55′ Lucas 66' Sánchez 90+1' | Rapport | Grealish 90+1'  | Arena: Tottenham Hotspur Stadium Publik: 58 262 Domare: Anthony Taylor |  |  |
|                   |                                 |         |                 |                                                                        |  |  |

| 2 22 augusti 2021 | Wolverhampton Wanderers | 0-1     | Tottenham Hotspur                                              | Wolverhampton, England.                                       |  |  |
| 14:00 BST         | Jiménez 57'             | Rapport | Dele 10′ (str.) Tanganga 38' Skipp 44' Højbjerg 85' Kane 90+1' | Arena: Molineux Stadium Publik: 30 368 Domare: Stuart Attwell |  |  |
|                   |                         |         |                                                                |                                                               |  |  |

| 3 29 augusti 2021 | Tottenham Hotspur                     | 1-0     | Watford                            | Tottenham, England.                                                    |  |  |
| 14:00 BST         | Son 42′ Kane 45+1' Dele 61' Skipp 85' | Rapport | Etebo 29' Sissoko 54' Dennis 90+4' | Arena: Tottenham Hotspur Stadium Publik: 57 672 Domare: Andre Marriner |  |  |
|                   |                                       |         |                                    |                                                                        |  |  |

| 4 11 september 2021 | Crystal Palace                                       | 3-0     | Tottenham Hotspur          | Croydon, England.                                         |  |  |
| 12:30 BST           | Zaha 53' 76′ (str.) Édouard 84′, 90+3′ Gallagher 89' | Rapport | Tanganga 53' 58' Lucas 81' | Arena: Selhurst Park Publik: 22 740 Domare: Jonathan Moss |  |  |
|                     |                                                      |         |                            |                                                           |  |  |

| 5 19 september 2021 | Tottenham Hotspur | 0-3     | Chelsea                                             | Tottenham, England.                                                  |  |  |
| 16:30 BST           |                   | Rapport | Thiago Silva 49′ Kanté 57′ Werner 80' Rüdiger 90+2′ | Arena: Tottenham Hotspur Stadium Publik: 60 059 Domare: Paul Tierney |  |  |
|                     |                   |         |                                                     |                                                                      |  |  |

| 6 26 september 2021 | Arsenal                                                           | 3-1     | Tottenham Hotspur | Highbury, England.                                          |  |  |
| 16:30 BST           | Smith Rowe 12′ Aubameyang 27′ Saka 34′ Ødegaard 89' Lokonga 90+1' | Rapport | Skipp 67' Son 79′ | Arena: Emirates Stadium Publik: 59 919 Domare: Craig Pawson |  |  |
|                     |                                                                   |         |                   |                                                             |  |  |

| 7 3 oktober 2021 | Tottenham Hotspur                                    | 2-1     | Aston Villa                     | Tottenham, England.                                                    |  |  |
| 14:00 BST        | Højbjerg 27′ Skipp 36' Romero 68' Targett 71′ (sjm.) | Rapport | J. Ramsey 31' Ollie Watkins 67′ | Arena: Tottenham Hotspur Stadium Publik: 53 076 Domare: Chris Kavanagh |  |  |
|                  |                                                      |         |                                 |                                                                        |  |  |

| 8 17 oktober 2021 | Newcastle                                                                                    | 2-3     | Tottenham Hotspur                           | Newcastle, England.                                        |  |  |
| 16:30 BST         | Wilson 2′ Longstaff 34' Clark 54' Hayden 68' Shelvey 78' 83' Dier 89′ (sjm.) Joelinton 90+3' | Rapport | Ndombélé 17′ Kane 22′ Son 45+4′ Emerson 64' | Arena: St James Park Publik: 52 214 Domare: Andre Marriner |  |  |
|                   |                                                                                              |         |                                             |                                                            |  |  |

| 9 24 oktober 2021 | West Ham United                    | 1-0     | Tottenham Hotspur | Stratford, England.                                       |  |  |
| 14:00 BST         | Souček 21' Ogbonna 37' Antonio 72′ | Rapport | Romero 60'        | Arena: London Stadium Publik: 59 924 Domare: Paul Tierney |  |  |
|                   |                                    |         |                   |                                                           |  |  |

| 10 30 oktober 2021 | Tottenham Hotspur       | 0-3     | Manchester United                                                 | Tottenham, England.                                                    |  |  |
| 17:30 BST          | Davies 76' Romero 90+2' | Rapport | Shaw 19' Maguire 22' Ronaldo 39′ Cavani 64′ Fred 73' Rashford 86′ | Arena: Tottenham Hotspur Stadium Publik: 60 356 Domare: Stuart Attwell |  |  |
|                    |                         |         |                                                                   |                                                                        |  |  |

| 11 6 november 2021 | Everton                                 | 0-0     | Tottenham Hotspur                                | Liverpool, England.                                        |  |  |
| 14:00 GMT          | Delph 26' Richarlison 69' Holgate 90+2' | Rapport | Reguilón 12' Romero 69' Ndombélé 87' Skipp 90+4' | Arena: Goodison Park Publik: 39 059 Domare: Chris Kavanagh |  |  |
|                    |                                         |         |                                                  |                                                            |  |  |

| 12 21 november 2021 | Tottenham Hotspur                       | 2-1     | Leeds United                                                 | Tottenham, England.                                                    |  |  |
| 16:30 GMT           | Højbjerg 58′ Reguilón 69′ Emerson 90+1' | Rapport | Gelhardt 30' James 44′ Forshaw 65' Cooper 67' Phillips 90+4' | Arena: Tottenham Hotspur Stadium Publik: 58 989 Domare: Andre Marriner |  |  |
|                     |                                         |         |                                                              |                                                                        |  |  |

| 13 2 december 2021 | Tottenham Hotspur        | 2-0     | Brentford | Tottenham, England.                                                   |  |  |
| 19:30 GMT          | Canós 12′ (sjm.) Son 65′ | Rapport |           | Arena: Tottenham Hotspur Stadium Publik: 54 202 Domare: Jonathan Moss |  |  |
|                    |                          |         |           |                                                                       |  |  |

| 14 5 december 2021 | Tottenham Hotspur                          | 3-0     | Norwich               | Tottenham, England.                                                    |  |  |
| 14:00 GMT          | Lucas 10′ Reguilón 16' Sánchez 67′ Son 77′ | Rapport | Pukki 14' Gilmour 34' | Arena: Tottenham Hotspur Stadium Publik: 57 088 Domare: Jarred Gillett |  |  |
|                    |                                            |         |                       |                                                                        |  |  |

| 15 19 december 2021 | Tottenham Hotspur                                     | 2-2     | Liverpool                                                                 | Tottenham, England.                                                  |  |  |
| 16:30 GMT           | Kane 13′ 20' Emerson 28' Winks 47' Davies 58' Son 74′ | Rapport | Morton 23' Jota 35′ Robertson 69′ 77' Keïta 84' Konaté 85' Tsimikas 90+5' | Arena: Tottenham Hotspur Stadium Publik: 45 421 Domare: Paul Tierney |  |  |
|                     |                                                       |         |                                                                           |                                                                      |  |  |

| 16 26 december 2021 | Tottenham Hotspur                      | 3-0     | Crystal Palace             | Tottenham, England.                                                   |  |  |
| 15:00 GMT           | Kane 32′ Lucas 34′ Sánchez 68' Son 74′ | Rapport | Zaha 26' 37' Tomkins 45+1' | Arena: Tottenham Hotspur Stadium Publik: 40 539 Domare: Jonathan Moss |  |  |
|                     |                                        |         |                            |                                                                       |  |  |

| 17 28 december 2021 | Southampton                                                    | 1-1     | Tottenham Hotspur                        | Southampton, England.                                          |  |  |
| 15:00 GMT           | Walker-Peters 13' Ward-Prowse 25′ Salisu 27' 39' Armstrong 51' | Rapport | Kane 41′ (str.) Reguilón 45+1' Winks 69' | Arena: St Mary's Stadium Publik: 31 304 Domare: Anthony Taylor |  |  |
|                     |                                                                |         |                                          |                                                                |  |  |

| 18 1 januari 2022 | Watford | 0-1     | Tottenham Hotspur       | Watford, England.                                        |  |  |
| 15:00 GMT         |         | Rapport | Skipp 61' Sánchez 90+6′ | Arena: Vicarage Road Publik: 20 391 Domare: Robert Jones |  |  |
|                   |         |         |                         |                                                          |  |  |

| 19 19 januari 2022 | Leicester City                      | 2-3     | Tottenham Hotspur                                | Leicester, England.                                            |  |
| 19:30 GMT | Daka 24′ Choudhury 55' Maddison 76′ | Rapport | Kane 38′ Sánchez 59' Bergwijn 90+4' 90+5′, 90+7′ | Arena: King Power Stadium Publik: 31 986 Domare: Jonathan Moss |  |
| Not: Matchen var ursprungligen schemalagd för 16 december 2021 men sköts fram på grund av ett COVID-19 utbrott hos Leicesters spelartrupp. |                                     |         |                                                  |                                                                |  |

| 20 23 januari 2022 | Chelsea                               | 2-0     | Tottenham Hotspur | Fulham, England.                                           |  |  |
| 16:30 GMT          | Silva 24' 55′ Jorginho 42' Ziyech 47′ | Rapport | Tanganga 37'      | Arena: Stamford Bridge Publik: 40 020 Domare: Paul Tierney |  |  |
|                    |                                       |         |                   |                                                            |  |  |

| 21 9 februari 2022 | Tottenham Hotspur                                    | 2-3     | Southampton                                                           | Tottenham, England.                                                 |  |  |
| 19:45 GMT          | Bednarek 18′ (sjm.) Sánchez 59' Son 70′ Romero 90+4' | Rapport | Broja 23′ Perraud 76' Romeu 77' Elyounoussi 79′ Adams 82′ Forster 84' | Arena: Tottenham Hotspur Stadium Publik: 54 012 Domare: David Coote |  |  |
|                    |                                                      |         |                                                                       |                                                                     |  |  |

| 22 13 februari 2022 | Tottenham Hotspur                        | 0-2     | Wolverhampton Wanderers                 | Tottenham, England.                                                  |  |  |
| 14:00 GMT           | Lucas 68' Kulusevski 71' Bentancur 90+4' | Rapport | Jiménez 7′ Dendoncker 18′ Aït-Nouri 66' | Arena: Tottenham Hotspur Stadium Publik: 56 452 Domare: Kevin Friend |  |  |
|                     |                                          |         |                                         |                                                                      |  |  |

| 23 19 februari 2022 | Manchester City                  | 2-3     | Tottenham Hotspur                                                | Manchester, England.                                        |  |  |
| 17:30 GMT           | Gündoğan 33′ Mahrez 90+2′ (str.) | Rapport | Kulusevski 4′ Kane 59′, 90+5′ Højbjerg 64' Romero 76' Lloris 80' | Arena: Etihad Stadium Publik: 53 201 Domare: Anthony Taylor |  |  |
|                     |                                  |         |                                                                  |                                                             |  |  |

| 24 23 februari 2022                                                                                 | Burnley | 1-0     | Tottenham Hotspur | Burnley, England.                                    |  |
| 19:30 GMT                                                                                           | Mee 71′ | Rapport |                   | Arena: Turf Moor Publik: 19,488 Domare: Peter Bankes |  |
| Not: Matchen skulle ursprungligen spelas på 28 november 2021, men sköts fram på grund av snöoväder. |         |         |                   |                                                      |  |

| 25 26 februari 2022 | Leeds United                               | 0-4     | Tottenham Hotspur                                                    | Burnley, England.                                    |  |  |
| 12:30 GMT           | Klich 52' Dallas 53' Firpo 54' Rodrigo 77' | Rapport | Doherty 10′ Kulusevski 15′ Kane 27′ Sessegnon 48' Son 85′ Davies 89' | Arena: Turf Moor Publik: 36 599 Domare: Craig Pawson |  |  |
|                     |                                            |         |                                                                      |                                                      |  |  |

| 26 7 mars 2022 | Tottenham Hotspur                                                  | 5-0     | Everton | Tottenham, England.                                                    |  |  |
| 20:00 GMT      | Keane 14′ (sjm.) Son 17′ 24' Romero 30' Kane 37′, 55′ Reguilón 46′ | Rapport |         | Arena: Tottenham Hotspur Stadium Publik: 59 647 Domare: Stuart Attwell |  |  |
|                |                                                                    |         |         |                                                                        |  |  |

| 27 12 mars 2022 | Manchester United                        | 3-2     | Tottenham Hotspur                     | Manchester, England.                                     |  |  |
| 17:30 GMT       | Ronaldo 12′, 38′, 81′ Fred 34' Pogba 85' | Rapport | Dier 30'} Kane 35′ Maguire 72′ (sjm.) | Arena: Old Trafford Publik: 73 458 Domare: Jonathan Moss |  |  |
|                 |                                          |         |                                       |                                                          |  |  |

| 28 16 mars 2022 | Brighton & Hove Albion  | 0-2     | Tottenham Hotspur                    | Falmer, England.                                          |  |  |
| 19:30 GMT       | Maupay 7' Veltman 45+1' | Rapport | Romero 37′ 55' Reguilón 43' Kane 57′ | Arena: Falmer Stadium Publik: 31 144 Domare: Robert Jones |  |  |
|                 |                         |         |                                      |                                                           |  |  |

| 29 20 mars 2022 | Tottenham Hotspur            | 3-1     | West Ham United         | Tottenham, England.                                                    |  |  |
| 16:30 GMT       | Zouma 9′ (sjm.) Son 24′, 88′ | Rapport | Dawson 23' Benrahma 35′ | Arena: Tottenham Hotspur Stadium Publik: 58 685 Domare: Anthony Taylor |  |  |
|                 |                              |         |                         |                                                                        |  |  |

| 30 3 april 2022 | Tottenham Hotspur                                                                | 5-1     | Newcastle United                                       | Tottenham, England.                                                     |  |  |
| 16:30 BST       | Kane 26' Davies 43′ Bentancur 45+3' Doherty 48′ Son 54′ Emerson 63′ Bergwijn 83′ | Rapport | Schär 39′ Saint-Maximin 45+3' Joelinton 45+3' Burn 46' | Arena: Tottenham Hotspur Stadium Publik: 57 553 Domare: Martin Atkinson |  |  |
|                 |                                                                                  |         |                                                        |                                                                         |  |  |

| 31 9 april 2022 | Aston Villa        | 0-4     | Tottenham Hotspur                                                   | Birmingham, England.                                  |  |  |
| 17:30 BST       | Ings 21' Young 82' | Rapport | Son 3′, 66′, 71′ Højbjerg 29' Kulusevski 50′ Emerson 74' Kane 90+1' | Arena: Villa Park Publik: 41 949 Domare: Graham Scott |  |  |
|                 |                    |         |                                                                     |                                                       |  |  |

| 32 16 april 2022 | Tottenham Hotspur                          | 0-1     | Brighton & Hove Albion                            | Tottenham, England.                                                  |  |  |
| 12:30 BST        | Kulusevski 27' Bentancur 34' Emerson 90+4' | Rapport | Mwepu 26' Bissouma 58' Trossard 90′ Sánchez 90+5' | Arena: Tottenham Hotspur Stadium Publik: 58 685 Domare: Craig Pawson |  |  |
|                  |                                            |         |                                                   |                                                                      |  |  |

| 33 23 april 2022 | Brentford                | 0-0     | Tottenham Hotspur | Brentford, England.                                                       |  |  |
| 17:30 BST        | Jansson 66' Sørensen 89' | Rapport | Bentancur 90'     | Arena: Brentford Community Stadium Publik: 17 072 Domare: Martin Atkinson |  |  |
|                  |                          |         |                   |                                                                           |  |  |

| 34 1 maj 2022 | Tottenham Hotspur                              | 3-1     | Leicester City                                        | Tottenham, England.                                                   |  |  |
| 14:00 BST     | Kane 22′ Davies 26' Bentancur 58' Son 60′, 79′ | Rapport | Albrighton 48' Amartey 63' Thomas 66' Iheanacho 90+1′ | Arena: Tottenham Hotspur Stadium Publik: 59 482 Domare: Jonathan Moss |  |  |
|               |                                                |         |                                                       |                                                                       |  |  |

| 35 7 maj 2022 | Liverpool                                     | 1-1     | Tottenham Hotspur                | Liverpool, England.                                  |  |  |
| 19:45 BST     | Tsimikas 69' Díaz 74′ Fabinho 80' Keïta 90+3' | Rapport | Davies 53' Son 56′ Sessegnon 70' | Arena: Anfield Publik: 53 177 Domare: Michael Oliver |  |  |
|               |                                               |         |                                  |                                                      |  |  |

| 36 12 maj 2022 | Tottenham Hotspur                       | 3-0     | Arsenal                                                 | Tottenham, England.                                                  |  |  |
| 19:45 BST      | Davies 17' Kane 22′ (str.), 37′ Son 47′ | Rapport | Holding 26' 33' Smith Rowe 86' Ødegaard 88' Xhaka 90+1' | Arena: Tottenham Hotspur Stadium Publik: 62 027 Domare: Paul Tierney |  |  |
|                |                                         |         |                                                         |                                                                      |  |  |

| 37 15 maj 2022 | Tottenham Hotspur                                       | 1-0     | Burnley                | Tottenham, England.                                                  |  |  |
| 12:00 BST      | Kane 45+8′ (str.) Lucas 49' Lloris 86' Kulusevski 90+4' | Rapport | Roberts 27' Pope 45+8' | Arena: Tottenham Hotspur Stadium Publik: 61 729 Domare: Kevin Friend |  |  |
|                |                                                         |         |                        |                                                                      |  |  |

| 38 22 maj 2022 | Norwich City                        | 0-5     | Tottenham Hotspur                             | Norwich, England.                                        |  |  |
| 16:00 BST      | Byram 15' Normann 31' Springett 74' | Rapport | Kulusevski 16′, 64′ Kane 32′ Son 70′, 75′ 85' | Arena: Carrow Road Publik: 27 022 Domare: Chris Kavanagh |  |  |
|                |                                     |         |                                               |                                                          |  |  |

### FA-cupen
Lottningen för tredje rundan av FA-cupen hölls den 6 december 2021, då Spurs lottades mot Morecambe på hemmaplan.
| Tredje rundan 9 januari 2022 | Tottenham Hotspur            | 3-1     | Morecambe                              | Tottenham, England.                                                 |  |  |
| 14:00 GMT                    | Winks 74′ Lucas 85′ Kane 88′ | Rapport | O'Connor 33′ Diagouraga 44' Cooney 74' | Arena: Tottenham Hotspur Stadium Publik: 40 310 Domare: John Brooks |  |  |
|                              |                              |         |                                        |                                                                     |  |  |

| Fjärde rundan 5 februari 2022 | Tottenham Hotspur                            | 3-1     | Brighton & Hove Albion   | Tottenham, England.                                                    |  |  |
| 20:00 GMT                     | Kane 13′, 66′ March 24′ (sjm.) Bentancur 86' | Rapport | Veltman 57' Bissouma 63′ | Arena: Tottenham Hotspur Stadium Publik: 54 697 Domare: Stuart Attwell |  |  |
|                               |                                              |         |                          |                                                                        |  |  |

| Femte rundan 1 mars 2022 | Middlesbrough          | 1-0 (e fl) | Tottenham Hotspur | Middlesbrough, England.                                        |  |  |
| 19:55 GMT                | McNair 57' Coburn 107′ | Rapport    | Romero 58'        | Arena: Riverside Stadium Publik: 31 135 Domare: Darren England |  |  |
|                          |                        |            |                   |                                                                |  |  |

### Engelska Ligacupen
Lottningen för tredje rundan av Engelska Ligacupen hölls 25 augusti 2021, då Spurs lottades mot Wolverhampton Wanderers.

#### Inledande rundor
| 3:e rundan 22 september 2021          | Wolverhampton Wanderers                        | 2-2 (2–3 str.)             | Tottenham Hotspur         | Wolverhampton, England.                                     |  |  |
| 19:45 BST                             | Silva 16' Dendoncker 38′ Neves 47' Podence 58′ | Rapport                    | Ndombélé 14′ 83' Kane 23′ | Arena: Molineux Stadium Publik: 28 798 Domare: Peter Bankes |  |  |
|                                       |                                                | Straffar                   |                           |                                                             |  |  |
| Hwang Moutinho Neves Dendoncker Coady |                                                | Kane Reguilón Gil Højbjerg |                           |                                                             |  |  |
|                                       |                                                |                            |                           |                                                             |  |  |

| 4:e rundan 26 oktober 2021 | Burnley     | 0-1     | Tottenham Hotspur   | Burnley, England.                                    |  |  |
| 19:45 BST                  | Roberts 70' | Rapport | Lucas 68′ Son 90+4' | Arena: Turf Moor Publik: 14 637 Domare: Peter Bankes |  |  |
|                            |             |         |                     |                                                      |  |  |

| Kvartsfinal 22 december 2021 | Tottenham Hotspur      | 2-1     | West Ham United | Tottenham, England.                                                    |  |  |
| 19:45 GMT                    | Bergwijn 29′ Lucas 34′ | Rapport | Bowen 32′ 37'   | Arena: Tottenham Hotspur Stadium Publik: 40 031 Domare: Chris Kavanagh |  |  |
|                              |                        |         |                 |                                                                        |  |  |

#### Semifinal
| Möte 1 5 januari 2022 | Chelsea                               | 2-0     | Tottenham Hotspur | Fulham, England.                                           |  |  |
| 19:45 GMT             | Havertz 5′ Davies 34′ (sjm.) Sarr 62' | Rapport |                   | Arena: Stamford Bridge Publik: 37 868 Domare: Craig Pawson |  |  |
|                       |                                       |         |                   |                                                            |  |  |

| Möte 2 12 januari 2022 | Tottenham Hotspur | 0-1 (totalt 0-3) | Chelsea     | Tottenham, England.                                                    |  |  |
| 19:45 GMT              |                   | Rapport          | Rüdiger 18′ | Arena: Tottenham Hotspur Stadium Publik: 45 603 Domare: Andre Marriner |  |  |
|                        |                   |                  |             |                                                                        |  |  |

### UEFA Europa Conference League

#### Playoffomgången
Tottenham lottades mot Paços de Ferreira i playoffomgången, med första matchen på bortaplan.
| Möte 1 19 augusti 2021 | Paços de Ferreira                              | 1-0     | Tottenham Hotspur  | Paços de Ferreira, Portugal.                                                 |  |  |
| 20:30 CEST             | Ferreira 35' Silva 45′ Antunes 66' Delgado 74' | Rapport | Davies 31' Gil 90' | Arena: Estádio da Mata Real Publik: 2 284 Domare: Maurizio Mariani (Italien) |  |  |
|                        |                                                |         |                    |                                                                              |  |  |

| Möte 2 26 augusti 2021 | Tottenham Hotspur                            | 3-0 (totalt 3-1) | Paços de Ferreira                  | Tottenham, England.                                                              |  |  |
| 19:45 BST              | Kane 9′, 35′ Romero 30' Gil 63' Lo Celso 70′ | Rapport          | Denílson 41' Antunes 50' Pires 64' | Arena: Tottenham Hotspur Stadium Publik: 30 215 Domare: Ruddy Buquet (Frankrike) |  |  |
|                        |                                              |                  |                                    |                                                                                  |  |  |

#### Gruppspel
Lottningen för gruppspelet hölls 27 augusti 2021. Efter ett Covid-19-utbrott hos Tottenhams spelartrupp tvingades laget lämna en walkover och tilldelades därmed en 3-0 förlust mot Rennes, då Tottenham inte kunde spela matchen och inget alternativt matchdatum kunde arrangeras. Denna walkover säkrade Spurs utträde från tävlingen, då en vinst mot Rennes krävdes för avancemang.
| Nr | Lag               | S | V | O | F | GM | IM | MS | P  |
| -- | ----------------- | - | - | - | - | -- | -- | -- | -- |
| 1  | Rennes            | 6 | 4 | 2 | 0 | 13 | 7  | +6 | 14 |
| 2  | Vitesse           | 6 | 3 | 1 | 2 | 12 | 9  | +3 | 10 |
| 3  | Tottenham Hotspur | 6 | 2 | 1 | 3 | 11 | 11 | 0  | 7  |
| 4  | Mura              | 6 | 1 | 0 | 5 | 5  | 14 | −9 | 3  |

| Hemma \ Borta     |     |     |     |     |
| Mura              | —   | 1–2 | 2–1 | 0–2 |
| Rennes            | 1–0 | —   | 2–2 | 3–3 |
| Tottenham Hotspur | 5–1 | 0–3 | —   | 3–2 |
| Vitesse           | 3–1 | 1–2 | 1–0 | —   |

| 1 16 september 2021 | Rennes                            | 2-2     | Tottenham Hotspur                    | Rennes, Frankrike.                                                 |  |  |
| 18:45 CEST          | Tait 23′ Laborde 72′ Martin 90+4' | Rapport | Badé 11′ (sjm.) Højbjerg 76′ Gil 82' | Arena: Roazhon Park Publik: 22 000 Domare: Halis Özkahya (Turkiet) |  |  |
|                     |                                   |         |                                      |                                                                    |  |  |

| 2 30 september 2021 | Tottenham Hotspur                                       | 5-1     | Mura                             | Tottenham, England.                                                         |  |  |
| 20:00 BST           | Dele 4′ (str.) Lo Celso 8′ Skipp 61' Kane 68′, 76′, 88′ | Rapport | Obradović 3' Kous 53′ Maroša 74' | Arena: Tottenham Hotspur Stadium Publik: 25 121 Domare: Yigal Frid (Israel) |  |  |
|                     |                                                         |         |                                  |                                                                             |  |  |

| 3 21 oktober 2021 | Vitesse                             | 1-0     | Tottenham Hotspur                               | Arnhem, Nederländerna.                                         |  |  |
| 18:45 CEST        | Bero 13' Wittek 78′ 81' Buitink 90' | Rapport | Bergwijn 41' Sánchez 72' Scarlett 74' Winks 80' | Arena: Gelredome Publik: 23 931 Domare: Harm Osmers (Tyskland) |  |  |
|                   |                                     |         |                                                 |                                                                |  |  |

| 4 4 november 2021 | Tottenham Hotspur                                     | 3-2     | Vitesse                                                                   | Tottenham, England.                                               |  |  |
| 20:00 GMT         | Son 14′ Lucas 22′ Rasmussen 28′ (sjm.) Romero 37' 59' | Rapport | Rasmussen 32′ Bero 39′ Buitink 63' Doekhi 78' 80' Bazoer 80' Schubert 84' | Arena: Tottenham Hotspur Stadium Domare: Marco Di Bello (Italien) |  |  |
|                   |                                                       |         |                                                                           |                                                                   |  |  |

| 5 25 november 2021 | Mura                                                                                                   | 2-1     | Tottenham Hotspur                   | Maribor, Slovenien.                                         |  |  |
| 18:45 CET          | Horvat 11′ Gorenc 22' Mulahusejnović 27' Kozar 35' Karamarko 53' Šturm 65' Lorbek 83' Maroša 89' 90+5′ | Rapport | Sessegnon 15' 32' Dele 53' Kane 72′ | Arena: Stadion Ljudski vrt Domare: António Nobre (Portugal) |  |  |
|                    | |         |                                     |                                                             |  |  |

| 6 9 december 2021 | Tottenham Hotspur | W/O | Rennes | Tottenham, England.              |  |
| 20:00 GMT |                   |     |        | Arena: Tottenham Hotspur Stadium |  |
| Not: Efter ett Covid-19-utbrott hos Tottenhams spelartrupp tvingades laget lämna en walkover och tilldelades därmed en 3-0 förlust, då Tottenham inte kunde spela matchen och inget alternativt matchdatum kunde arrangeras. Denna walkover säkrade Spurs utträde från tävlingen, då en vinst mot Rennes krävdes för avancemang. |                   |     |        |                                  |  |

## Statistik

### Spelade Matcher
| Nr                                 | Pos.        | Namn                   | Premier League | Premier League | FA-Cupen  | FA-Cupen  | EFL Cup   | EFL Cup   | Europa League | Europa League | Total     | Total     |           |
| Nr                                 | Pos.        | Namn                   | SM             | Mål            | SM        | Mål       | SM        | Mål       | SM            | Mål           | SM        | Mål       |           |
| Målvakter                          | Målvakter   | Målvakter              | Målvakter      | Målvakter      | Målvakter | Målvakter | Målvakter | Målvakter | Målvakter     | Målvakter     | Målvakter | Målvakter | Målvakter |
| ---------------------------------- | ----------- | ---------------------- | -------------- | -------------- | --------- | --------- | --------- | --------- | ------------- | ------------- | --------- | --------- | --------- |
| 1                                  | Målvakt     | Hugo Lloris            | 38             | 0              | 2         | 0         | 2         | 0         | 1             | 0             | 43        | 0         |           |
| 22                                 | Målvakt     | Pierluigi Gollini      | 0              | 0              | 1         | 0         | 3         | 0         | 6             | 0             | 10        | 0         |           |
| Försvarare                         |             |                        |                |                |           |           |           |           |               |               |           |           |           |
| 2                                  | Försvarare  | Matt Doherty           | 9+6            | 2              | 2+1       | 0         | 3         | 0         | 5             | 0             | 19+7      | 2         |           |
| 3                                  | Försvarare  | Sergio Reguilón        | 22+3           | 2              | 1+1       | 0         | 1+1       | 0         | 2             | 0             | 26+5      | 0         |           |
| 4                                  | Försvarare  | Cristian Romero        | 21+1           | 1              | 2         | 0         | 2         | 0         | 4             | 0             | 29+1      | 1         |           |
| 6                                  | Försvarare  | Davinson Sánchez       | 17+6           | 2              | 1         | 0         | 5         | 0         | 2+1           | 0             | 25+7      | 2         |           |
| 12                                 | Försvarare  | Emerson Royal          | 26+5           | 1              | 1+2       | 0         | 3+1       | 0         | 1+2           | 0             | 31+10     | 1         |           |
| 14                                 | Försvarare  | Joe Rodon              | 0+3            | 0              | 1+1       | 0         | 0+1       | 0         | 4             | 0             | 5+5       | 0         |           |
| 15                                 | Försvarare  | Eric Dier              | 35             | 0              | 1         | 0         | 1         | 0         | 2+1           | 0             | 39+1      | 0         |           |
| 19                                 | Försvarare  | Ryan Sessegnon         | 13+2           | 0              | 2         | 0         | 0+1       | 0         | 3             | 0             | 18+3      | 2         |           |
| 25                                 | Försvarare  | Japhet Tanganga        | 10+1           | 0              | 1         | 0         | 3+1       | 0         | 3             | 0             | 17+2      | 0         |           |
| 33                                 | Försvarare  | Ben Davies             | 28+1           | 1              | 3         | 0         | 5         | 0         | 5+1           | 0             | 41+2      | 1         |           |
| 38                                 | Försvarare  | Cameron Carter-Vickers | 0              | 0              | 0         | 0         | 0         | 0         | 1             | 0             | 1         | 0         |           |
| 48                                 | Försvarare  | Maksim Paskotši        | 0              | 0              | 0         | 0         | 0         | 0         | 0+1           | 0             | 0+1       | 0         |           |
| Mittfältare                        |             |                        |                |                |           |           |           |           |               |               |           |           |           |
| 5                                  | Mittfältare | Pierre-Emile Højbjerg  | 36             | 2              | 2         | 0         | 4+1       | 0         | 1+4           | 1             | 43+5      | 3         |           |
| 8                                  | Mittfältare | Harry Winks            | 9+10           | 0              | 3         | 1         | 1+2       | 0         | 4+1           | 0             | 17+13     | 1         |           |
| 18                                 | Mittfältare | Giovani Lo Celso       | 2+7            | 0              | 1         | 0         | 3+1       | 0         | 4+1           | 2             | 10+9      | 2         |           |
| 28                                 | Mittfältare | Tanguy Ndombele        | 6+3            | 1              | 1         | 0         | 1+2       | 1         | 2+1           | 0             | 10+6      | 2         |           |
| 29                                 | Mittfältare | Oliver Skipp           | 14+4           | 0              | 0+1       | 0         | 4+1       | 0         | 4             | 0             | 22+6      | 0         |           |
| 30                                 | Mittfältare | Rodrigo Bentancur      | 16+1           | 0              | 0+1       | 0         | 0         | 0         | 0             | 0             | 16+2      | 0         |           |
| 43                                 | Mittfältare | Nile John              | 0              | 0              | 0         | 0         | 0         | 0         | 1             | 0             | 1         | 0         |           |
| 56                                 | Mittfältare | J'Neil Bennett         | 0              | 0              | 0         | 0         | 0         | 0         | 0+1           | 0             | 0+1       | 0         |           |
| Anfallare                          |             |                        |                |                |           |           |           |           |               |               |           |           |           |
| 7                                  | Anfallare   | Son Heung-min          | 35             | 23             | 2         | 0         | 1+3       | 0         | 1+3           | 1             | 38+6      | 24        |           |
| 10                                 | Anfallare   | Harry Kane             | 36+1           | 17             | 2+1       | 3         | 5         | 1         | 4+1           | 4             | 47+3      | 25        |           |
| 11                                 | Anfallare   | Bryan Gil              | 0+9            | 0              | 1         | 0         | 2+2       | 0         | 6             | 0             | 9+11      | 0         |           |
| 21                                 | Anfallare   | Dejan Kulusevski       | 14+4           | 5              | 1+1       | 0         | 0         | 0         | 0             | 0             | 15+5      | 5         |           |
| 23                                 | Anfallare   | Steven Bergwijn        | 4+21           | 3              | 0+2       | 0         | 2         | 1         | 2+1           | 0             | 8+24      | 4         |           |
| 27                                 | Anfallare   | Lucas Moura            | 19+14          | 2              | 1+1       | 1         | 30+1      | 2         | 3+2           | 1             | 26+18     | 6         |           |
| 44                                 | Anfallare   | Dane Scarlett          | 0+1            | 0              | 0+2       | 0         | 0         | 0         | 3+1           | 0             | 3+4       | 0         |           |
| 47                                 | Anfallare   | Jack Clarke            | 0              | 0              | 0         | 0         | 0         | 0         | 0+1           | 0             | 0+1       | 0         |           |
| Spelare som lämnade under säsongen |             |                        |                |                |           |           |           |           |               |               |           |           |           |
| 20                                 | Mittfältare | Dele Alli              | 8+2            | 1              | 1         | 0         | 1+1       | 0         | 3+2           | 1             | 13+5      | 2         |           |
| 54                                 | Anfallare   | Dilan Markanday        | 0              | 0              | 0         | 0         | 0         | 0         | 0+1           | 0             | 0+1       | 0         |           |

Senast uppdaterad: 23 maj 2022

Källa: premierleague.com, uefa.com

### Målgörare
Listan är sorterad efter tröjnummer när antal mål är lika.
| Rnk    | Pos         | Nr     | Spelare               | Premier League | FA-cupen | Engelska Ligacupen | Europa Conference League | Total |
| ------ | ----------- | ------ | --------------------- | -------------- | -------- | ------------------ | ------------------------ | ----- |
| 1      | Anfallare   | 10     | Harry Kane            | 17             | 3        | 1                  | 6                        | 27    |
| 2      | Anfallare   | 7      | Son Heung-min         | 23             | 0        | 0                  | 1                        | 24    |
| 3      | Anfallare   | 27     | Lucas Moura           | 2              | 1        | 2                  | 1                        | 6     |
| 4      | Anfallare   | 21     | Dejan Kulusevski      | 5              | 0        | 0                  | 0                        | 5     |
| 5      | Anfallare   | 23     | Steven Bergwijn       | 3              | 0        | 1                  | 0                        | 4     |
| 6      | Mittfältare | 5      | Pierre-Emile Højbjerg | 2              | 0        | 0                  | 1                        | 3     |
| 7      | Försvarare  | 2      | Matt Doherty          | 2              | 0        | 0                  | 0                        | 2     |
| 7      | Försvarare  | 3      | Sergio Reguilón       | 2              | 0        | 0                  | 0                        | 2     |
| 7      | Försvarare  | 6      | Davinson Sánchez      | 2              | 0        | 0                  | 0                        | 2     |
| 7      | Mittfältare | 18     | Giovani Lo Celso      | 0              | 0        | 0                  | 2                        | 2     |
| 7      | Mittfältare | 20     | Dele Alli             | 1              | 0        | 0                  | 1                        | 2     |
| 7      | Mittfältare | 28     | Tanguy Ndombélé       | 1              | 0        | 1                  | 0                        | 2     |
| 13     | Försvarare  | 4      | Cristian Romero       | 1              | 0        | 0                  | 0                        | 1     |
| 13     | Mittfältare | 8      | Harry Winks           | 0              | 1        | 0                  | 0                        | 1     |
| 13     | Försvarare  | 12     | Emerson Royal         | 1              | 0        | 0                  | 0                        | 1     |
| 13     | Försvarare  | 33     | Ben Davies            | 1              | 0        | 0                  | 0                        | 1     |
| TOTALT | TOTALT      | TOTALT | TOTALT                | 63             | 5        | 5                  | 12                       | 85    |

Senast uppdaterad: 23 maj 2022

Källa: premierleague.com, uefa.com

#### Hattrick
| Spelare       | Mot         | Tävling                  | Minuter       | Ställning efter mål | Resultat | Datum             |
| ------------- | ----------- | ------------------------ | ------------- | ------------------- | -------- | ----------------- |
| Harry Kane    | Mura        | Europa Conference League | 68', 76', 88' | 3–1, 4–1, 5–1       | 5–1 (H)  | 30 september 2021 |
| Heung-Min Son | Aston Villa | Premier League           | 3', 66', 71'  | 1–0, 3–0, 4–0       | 4–0 (B)  | 9 april 2022      |